# Nausinoe argyrosticta
Nausinoe argyrosticta là một loài bướm đêm trong họ Crambidae.